# 青斑蝶
青斑蝶（學名：Tirumala limniace）在台灣又名淡紋青斑蝶，是屬於蛺蝶科的一種蝴蝶，是青斑蝶屬的一種。分佈於東洋界。模式產地為中國。
翅膀有藍色條斑，雄蝶後翅具有袋狀性標構造，雌蝶則無此構造。多世代蝶種，主要棲息淺山丘陵至海濱，在都市也能自然累代繁殖的種類，幾乎全年可以看到成蝶。飛行緩慢，愛訪花。秋季會大量聚集在開花的樹木上，雄蝶亦喜歡吸食路旁的藿香薊，在冬季又有群集過冬和遷徙習性。幼蟲的寄主皆為夾竹桃科之蘿藦亞科植物，全部有毒。

## 分佈
中國（海南、廣東、廣西、湖南、湖北、雲南、西藏、香港）、巴基斯坦、台灣、日本、印度、緬甸、越南、老撾、斯里蘭卡、菲律賓、印尼

## 形態

### 幼期
幼蟲身上黑白相間的橫紋，讓人聯想到斑馬，雖然兩者花紋相似，目的都是用於增加生存機會，但意義卻不同。幼蟲利用黑，白兩相對比的顏色，向以視覺搜尋獵物的天敵傳達出警告意味，屬於警戒色的一種；群居的斑馬則是利用花紋將自己融入群體中，讓色盲的獅子無法輕易鎖定目標。

### 成蟲
雌雄斑紋相似。軀體、頭、胸及足呈黑褐色，上有白色班點與線紋。腹部背側暗褐色，腹側橙色有白紋，左右兩側有縱走白點列。前翅翅形近三角形，外緣近翅頂處略向外突出。後翅頗圓，外緣前段稍成波狀。翅背面底色暗褐色，翅面密布半透明青白色斑紋，近翅基處呈線條狀，外半部則呈斑點狀。前翅M3室基部斑紋分為內側紋及外側紋。雄蝶後翅袋狀構造開口位於CuA1室內，並使旁邊CuA1，脈略彎曲。翅袋狀構造內及開口附近有灰色特化鱗。翅腹面斑紋類似背面但除了前翅內側成暗褐色以外，其餘翅面呈淺黃褐色。雄蝶後翅袋狀構造後翅袋狀構造半圓形、淺黃褐色，末端暗褐色。毛筆器之毛狀構造橙黃色。緣毛黑白相間。
| - 卵 - 幼蟲 - 蛹 |

## 習性

### 幼期
孵出的幼蟲會先取食卵殼，繼而取食寄主的葉，每次脱皮後，幼蟲會把舊皮吃掉，只留下頭殼。1齡幼蟲的口器不夠強壯，因此只能刮食葉片下表面的葉肉組織，形成只剩葉片上表皮蠟質的窗形食痕。2-3齡幼蟲會直接啃食並在葉片中間留下許多孔洞。蛹常化於寄主葉片、葉柄下側或附近雜物隱蔽處。幼蟲的寄主皆為夾竹桃科之蘿藦亞科有毒植物，包括：
| 馬利筋屬 Asclepias    | - 馬利筋（連生貴子花） A. curassavica         |
| 牛角瓜屬 Calotropis   | 各種                                          |
| 南山藤屬 Dregea       | - 華他卡藤 D. formosana - 南山藤 D. volubilis |
| 醉魂藤屬 Heterostemma | - 布朗藤 H. brownii - H. cuspidatum           |
| 牛奶菜屬 Marsdenia    | - 通光散 M. tenacissima                       |
| 夜來香屬 Telosma      | - 台灣夜來香 T. pallida                       |

### 成蟲
多世代蝶種，全年可見成蝶活動。出沒於平地到低山約海拔0-1000米地區，包括日照的林道和林緣、山峰附近窪地、田野旁和森林相鄰的草地和防風林窪地都可以看到它。雌蝶偏好產卵於寄主葉片下表面。
冬季會和其他斑蝶群集在山谷過冬。在臺灣，北臺灣的成蝶於冬天會往南飛度冬，但中部仍可見少量成蝶活動，寄主植株上也能發現少量的幼生期個體。遷徙的飛行距離很長，曾有自日本飛來的個體。

## 亞種
- T. l. limniace

- 指名亞種，分佈於中國（雲南、廣東、香港）、台灣、中南半島
- T. l. leopardus (Butler, 1866)

- 分佈於斯里蘭卡、印度至緬甸南部
- T. l. ino (Butler, 1871)

- 分佈於印尼蘇拉群島
- T. l. conjuncta Moore, 1883

- 分佈於印尼爪哇島、峇里島、康厄安群島、巴拉望島、小巽他群島
- T. l. bentenga (Martin, 1910)

- 分佈於印尼塞拉亞島
- T. l. makassara (Martin, 1910)

- 分佈於印尼蘇拉威西島南部
- T. l. orestilla (Fruhstorfer, 1910)

- 分佈於菲律賓呂宋島
- T. l. vaneeckeni Bryk, 1937

- 分佈於印尼帝汶島及韋塔島
- T. l. exotica (Gmelin, 1790)

- 分佈於斯里蘭卡
- 未命名亞種 Vane-Wright & de Jong, 2003

- 分佈於印尼蘇拉威西島之Tanah Jampea

## 文獻
19世紀
- Moore, [1880], The Lepidoptera of Ceylon Lepid. Ceylon 1 (1): 4, pl. 1, f. 3
- Moore, [1890], Lepidoptera Indica. Rhopalocera, Family Nymphalidae. Sub-families Euploeinae and Satyrinae Lepidoptera Indica 1: 39, pl. 6, f. 1, 1a-b

20世紀
- van Eecke, 1915; Enkele opmerkingen omtrent Indo-Australische Danaiden Zool. Meded. 1 (13): 209
- Moulton, 1915; Some undescribed Bornean Nymphalidae Entomologist 48: 97
- Sonan, 1931; Notes on some butterflies from Formosa. (2) Zephyrus 3 (3/4): 198
- Dufrane, 1948. Note sur les Danaidae Bull. mens. Soc. linn. Lyon 17 (10) （页面存档备份，存于） : 192
- Kudrna, 1974, Atalanta 5: 98
- Lewis, 1974. Butterflies of the World: pl. 153, f. 19
- Smart, 1976. The Illustrated Encyclopedia of the Butterfly World Illust. Encyp. Butt. World
- Hill, D.S., Johnson, G., Bascombe, M.J. 1978. Annotated Checklist of Hong Kong Butterflies. Memoirs of the Hong Kong Natural History Society 11: 1-62.
- Bascombe, M.J., Johnston, G., Bascombe, F.S. 1999. The butterflies of Hong Kong. Academic Press.

21世紀
- 楊建業, 饒戈. 2002. 香江蝶影. 萬里機構萬里書店出版

## 外部連結
- 维基共享资源上的相關多媒體資源：青斑蝶
- 維基物種上的相關：青斑蝶
- 青斑蝶 - 香港生物多樣性數據庫 - 漁農自然護理署
- 青斑蝶 （页面存档备份，存于） - 香港鱗翅目學會
- Tirumala limniace limniace （页面存档备份，存于） - Butterflies in Indo-China （英文）
- Tirumala limniace （页面存档备份，存于） - funet.fi （英文）